# Horsta
Horsta is een plaats in de gemeente Timrå in het landschap Medelpad en de provincie Västernorrlands län in Zweden. De plaats heeft 172 inwoners (2005) en een oppervlakte van 36 hectare.